# Kondoz (ville)
Pour les articles homonymes, voir Kondôz.

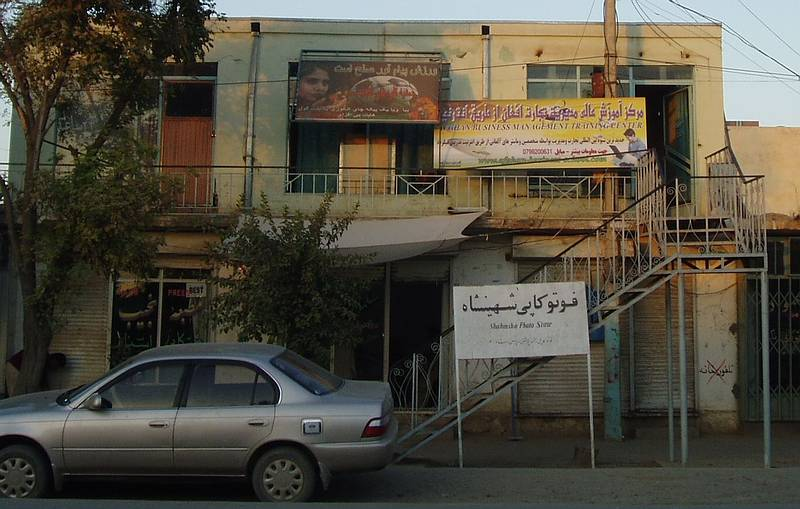

Kondoz, Kondôz, Kunduz ou Koundouz (en dari : قندوز ; کندز) est une ville d'Afghanistan et le chef-lieu de la province éponyme. Selon le recensement de 1979, sa population était de 53 251 habitants ; elle était estimée à 95 000 habitants en 2002 et 304 600 en 2012, ce qui en fait la cinquième ville la plus peuplée d'Afghanistan.
La ville se nommait Drapsaka dans l'Antiquité ; Alexandre le Grand l'aurait visitée. Par la suite, elle est appelée Walwalij, son nom prenant une forme proche de son nom actuel à l'époque timouride. Aux XVIIIe et XIXe siècles, Koundouz est la capitale d'un khanat ouzbek-tadjik dont l'étendue et le degré d'autonomie varient, jusqu'à son annexion par l'Afghanistan en 1859.
Elle occupe une situation stratégique entre les provinces de Takhar et du Badakhchan, et fut un des centres du régime taliban jusqu'à sa prise par l'Alliance du Nord en novembre 2001. Fin 2009, la zone était à nouveau largement sous contrôle taliban ; le journaliste du New York Times Stephen Farrell (en) y fut brièvement séquestré en septembre 2009,.
Le 3 octobre 2015, l'armée américaine y bombarde le centre de soins de Médecins sans frontières, après avoir été prévenue qu'elle se trompait de cible, faisant 22 victimes, 12 employés, et dix patients, parmi lesquels trois enfants,. Le motif de ce qui pourrait être un crime de guerre, serait, selon le porte-parole des forces américaines en Afghanistan, la présence de Talibans à côté de l'hôpital ; cette version est réfutée par le directeur des opérations de MSF, qui parle d'« impacts [...] très ciblés, toujours sur le même bâtiment ».
Le 8 août 2021, la ville est prise par les talibans. Un attentat y est perpétré le 22 avril 2022.

## Personnalités liées à la ville
- Fatima Aziz (1973-2021), femme politique, députée de Kondoz de 2005 à 2021, défenseure des droits des femmes
- Gulbudin Hekmatyar, homme politique et militaire, ancien Premier ministre de l'État islamique d'Afghanistan